# Tanya Tate

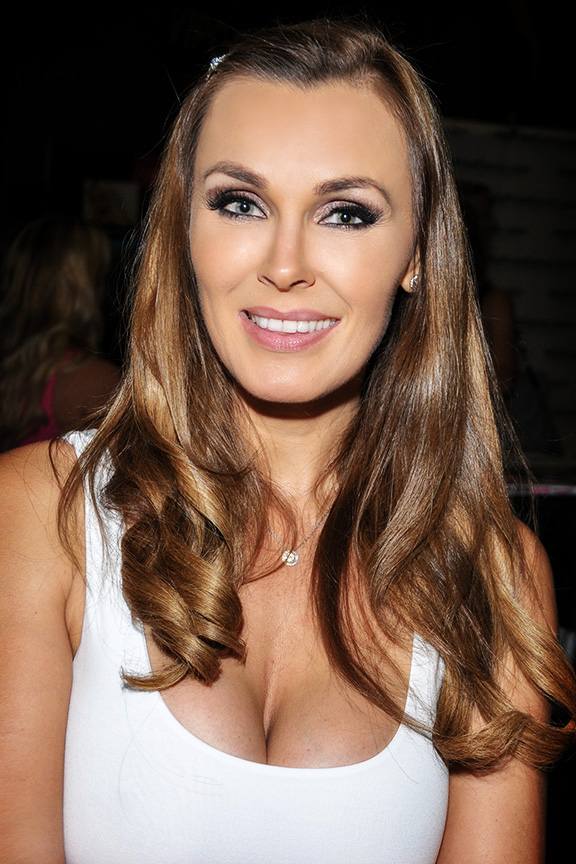
Tanya Tate bei der AVN Adult Entertainment Expo 2015

Tanya Tate (* 31. März 1979 in Liverpool, England) ist der Künstlername einer britischen Pornodarstellerin. Bekannt ist Tate für das MILF-Genre, sie wurde als „MILF des Jahres“ bei vier Wettbewerben neunmal ausgezeichnet, darunter einmal mit dem XBIZ Award. Außerdem wurde sie weitere viermal für den AVN Award in dieser Kategorie nominiert.
Bedeutung erlangte Tate auch als Cosplayerin durch einen Auftritt bei der San Diego Comic Con 2010, bei dem sie die Comicfigur Emma Frost verkörperte. Über das Cosplaying schrieb sie auch das Buch Tanya Tate: My Life in Costume.

## Karriere
Tate wurde 2009 im Alter von 30 Jahren Teil der britischen Porno-Industrie und pendelt seitdem zwischen London und Los Angeles. Zu den gleichen Anfangsbuchstaben ihres Künstlernamens wurde sie durch Comicautor Stan Lee inspiriert. 2010 begann Tate damit, eine regelmäßige Kolumne für die britischen Erwachsenen-Zeitschrift Ravers DVD zu schreiben und dort ihre Eindrücke bezüglich des Lebens als Pornodarstellerin zu schildern.
Ebenfalls im Jahr 2010 reiste Tate in einem Wohnmobil durch Irland. Während ihrer Reise traf sie eine Reihe von Männern und drehte mit ihnen sowohl Softcore- als auch Hardcore-Pornos. Dies sorgte für Schlagzeilen in den irischen Medien, als sich herausstellte, dass einer der Amateurdarsteller, die in der Verfilmung ihrer Television X-Serie Tanya Tate Sex Tour Of Ireland beteiligt waren, Gaelic-Athletic-Association-Spieler Greg Jacobs war.
Tate führte 2011 erstmals Regie bei dem Film Tanya Tate The MILF Masseuse für das Lesben-Film Studio Filly Films. Ihre Arbeit als Regisseurin für Filly Films setzte sie im Jahr 2012 mit den zwei Titeln Tanya Tate Runaways und Tanya Tate Tea & Muffin Party fort. 2013 führte sie bei dem im April veröffentlichten Film Brit School Brats Regie und wirkte als Darstellerin mit. Im Jahr 2014 erschien Brit School Brats 2.

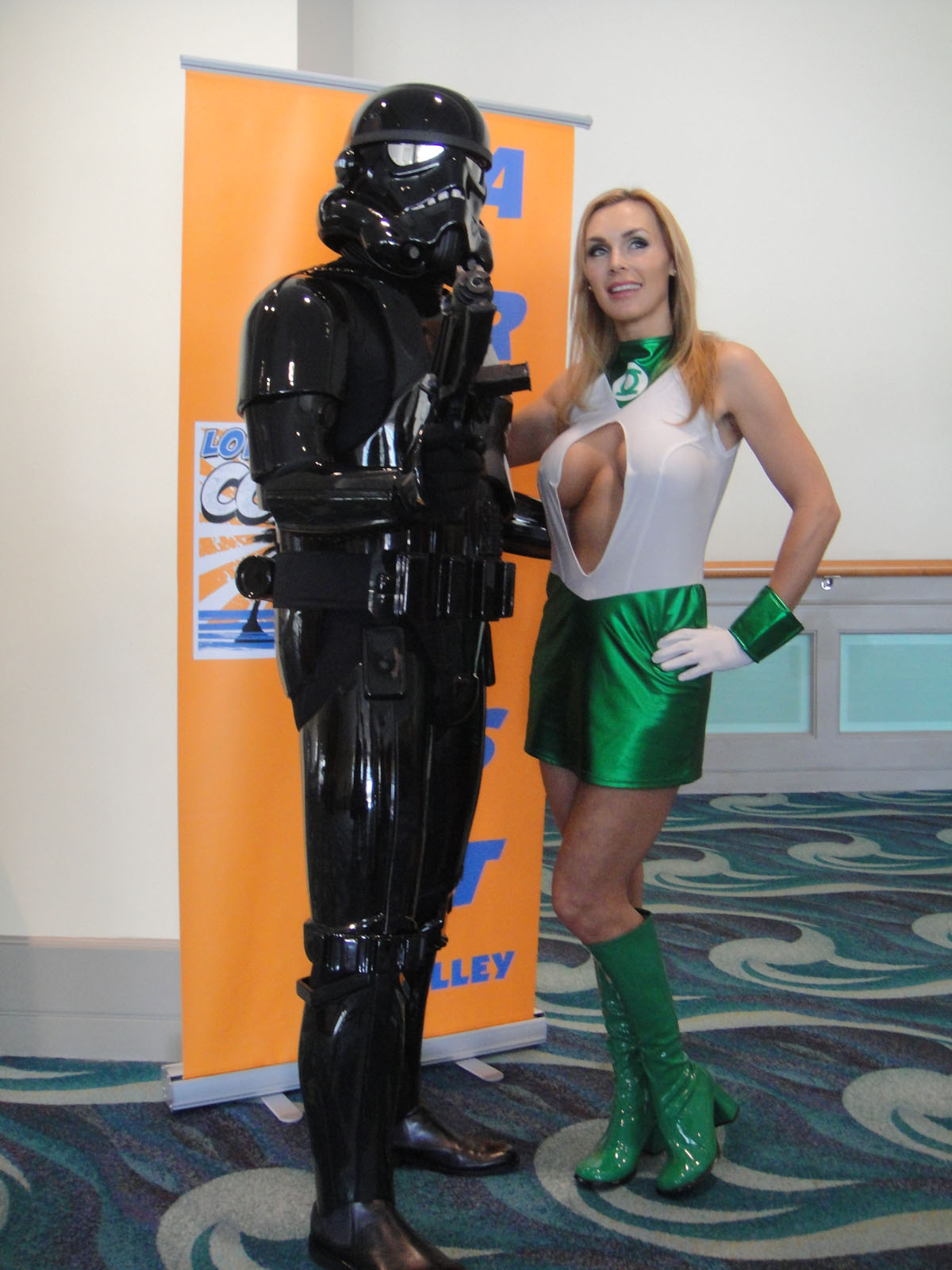
Tate bei einem Cosplay als Green Lantern Girl (2011)

Sie stellte eine „MILF“ in Filmen des gleichnamigen Genres dar und war in den Jahren 2011 bis 2014 bei den AVN Awards in der Kategorie „Best MILF/Cougar Performer“ nominiert.
Sie spielte zudem in einer Reihe von Porno-Parodien wie etwa Official The Silence Of The Lambs Parody, Real Housewives of the San Fernando Valley – A XXX Parody, Millionaire Matchmaker XXX – A Hardcore Parody, The Incredible Hulk XXX – A Porn Parody (Vivid Entertainment Group), This Ain't Celebrity Apprentice XXX und im Jahr 2012 spielte sie eine Rolle in Spartacus MMXII: The Beginning. Daneben drehte sie Szenen für die Websites Brazzers und Reality Kings. In dem ebenfalls im Jahr 2012 von Digital Playground produzierten Pornospielfilm My Haunted House ist sie in einer Szene mit Evan Stone zu sehen.
Sie unterhält eine eigene Cosplay-Website. Auf dieser Website ist sie in unterschiedlichen Superhero Kostümen der Marvel-Comics zu sehen. Tate besucht regelmäßig auch Veranstaltungen wie die San Diego Comic-Con International und kleidet sich dabei in einem Comic-Kostüm. Beispielsweise war sie im Jahr 2011 als Elektra verkleidet und im Jahr 2010 als Emma Frost.

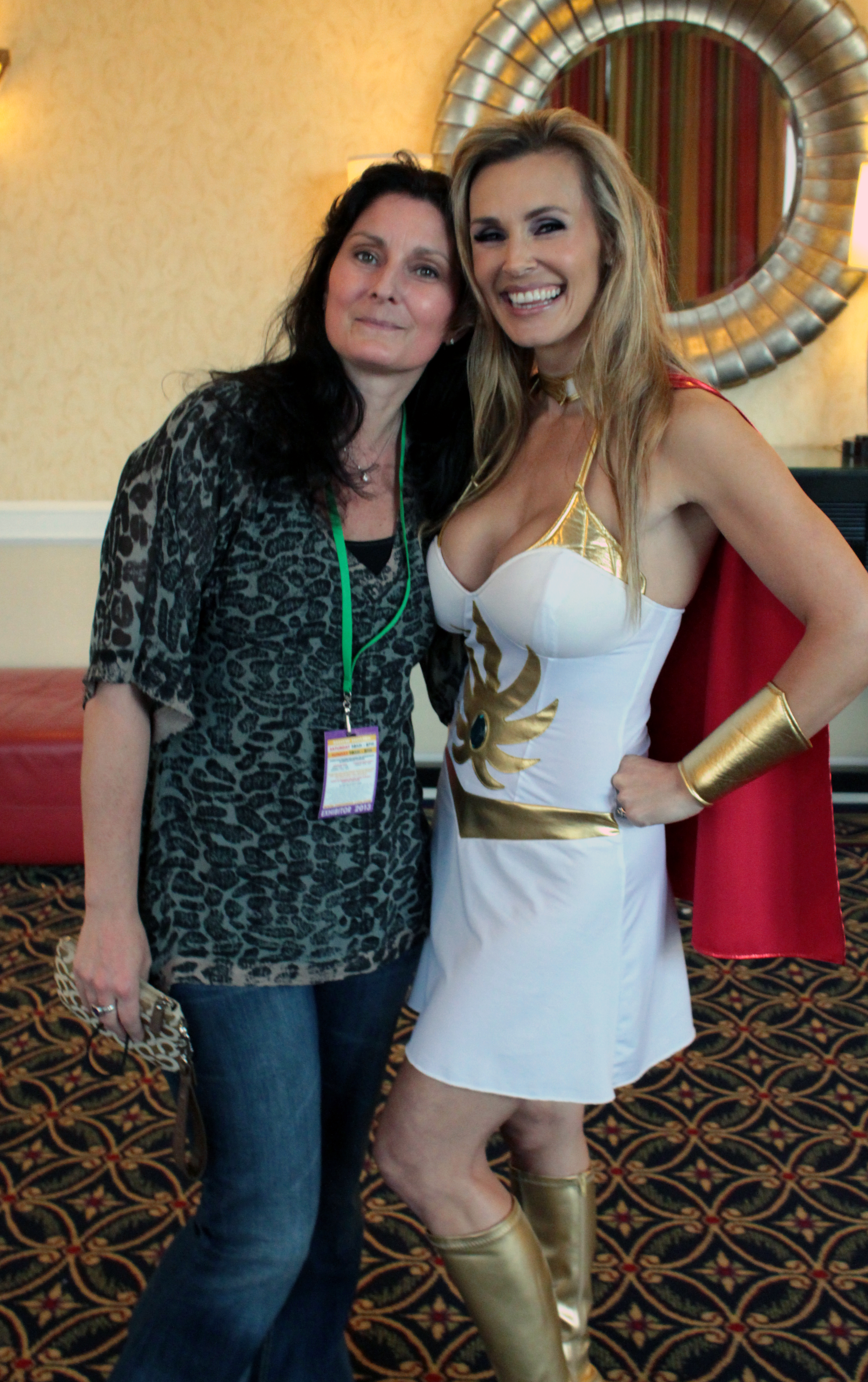
Tate bei einem Cosplay als She-Ra mit Fernsehproduzentin Sherri Lynn Cook (2012)

2012 war sie außerdem im Erotikfilm Birthday Sex im Fernsehen zu sehen, der jedoch als nicht herausragend rezipiert wurde.
Im Juli 2013 nahm sie mehrere Termine bei der San Diego Comic-Con International wahr und kleidete sich als Julie Newmar Catwoman aus der Batman-Fernsehserie von 1966. Zudem stellt sie mit Lady Titan ihre eigene Kreation eines Comic-Buch-Charakters vor. Am 18. Juli fungierte sie als Gastgeber des von Go Freak Media organisierten Cosplay-Veranstaltung Hot Sexy Cosplay Live: An Erotic Costume Ball.
Tate war im Juli 2013 auch als Cover-Model der türkischen Ausgabe des Männermagazins FHM zu sehen.
Der Irish Mirror berichtete im Juli 2013, dass Tate zu weiteren Filmdrehs nach Irland zurückkehren würde. Unter anderem plant sie eine Szene mit dem irischen Glamour-Model Ava Van Rose. Im August 2013 wurde ihre Website als „Best Personal Website“ für die Galaxy Awards nominiert, welche von Milkyway Multimedia organisiert werden und am 6. Oktober in Barcelona stattfinden. Sie ist für die 2013 NightMoves Awards und den ersten Paul Raymond Awards als MILF of the Year und Adult Film of the Year für ihren Film Brit School Sluts nominiert.
Im September 2013 besuchte sie die Masters-of-the-Universe-Messe „The Powercon“ in Kalifornien und war als She-Ra verkleidet. Ebenfalls im September ist sie neben Samantha Bentley im UK-Männermagazins „Knave“ zu sehen. Zudem drehte der UK-Sender Channel 4 eine Dokumentation mit Tate namens „Date My Porn Star“.
Auch im Pornofilmgeschäft ist sie weiterhin sehr aktiv tätig. So sind seit April 2013 folgende Filme mit Tate erschienen, die überwiegend dem Lesbo oder MILF/Cougar-Genre zuzuordnen sind: Women Seeking Women 91 (u. a. mit Julia Ann), MILF Movie, Lesbian Hitchhiker 6, Pussy Central (u. a. mit Shayla Laveaux), My First Sex Teacher 34 (u. a. mit Kimberly Kane), Teach Me 3 (u. a. mit Asa Akira und Dana DeArmond), Girls Night Out, Lesbian Office Seductions 9 sowie Cougars Crave Young Kittens 11 und MILFs Like It Big 16. Als Regisseurin drehte sie College Cuties Seduce Milf Beauties (u. a. mit Veronica Avluv) sowie Cosplay Queens & Tied Up Teens, u. a. mit Annie Cruz, Nicki Hunter und Tate selbst, welcher dem Genre Cosplay zuzuordnen ist. Sie spielt zudem die Rolle der Cersei Lannister in der Pornoparodie Game of Bones.
Im Jahr 2014 hat sie Szenen für die folgenden Filme gedreht: Mature Ladies Fuck Better (u. a. mit Nina Hartley, Raquel Devine und Raylene), Lesbian Adventures Older Women Younger Girls 4 (u. a. mit Riley Reid, India Summer und Julia Ann), Mommy & Me 9 (u. a. mit Chasey Lain), My First Sex Teacher 39 (u. a. mit Jessica Jaymes), The Complete Mommy X-Perience (u. a. mit Julia Ann, Jessie Andrews, India Summer), Women Seeking Women 105, My Friend’s Hot Mom 42 und Dirty Wives Club (Naughty America), u. a. mit India Summer, Jayden Jaymes, Julia Ann, Nicole Aniston.

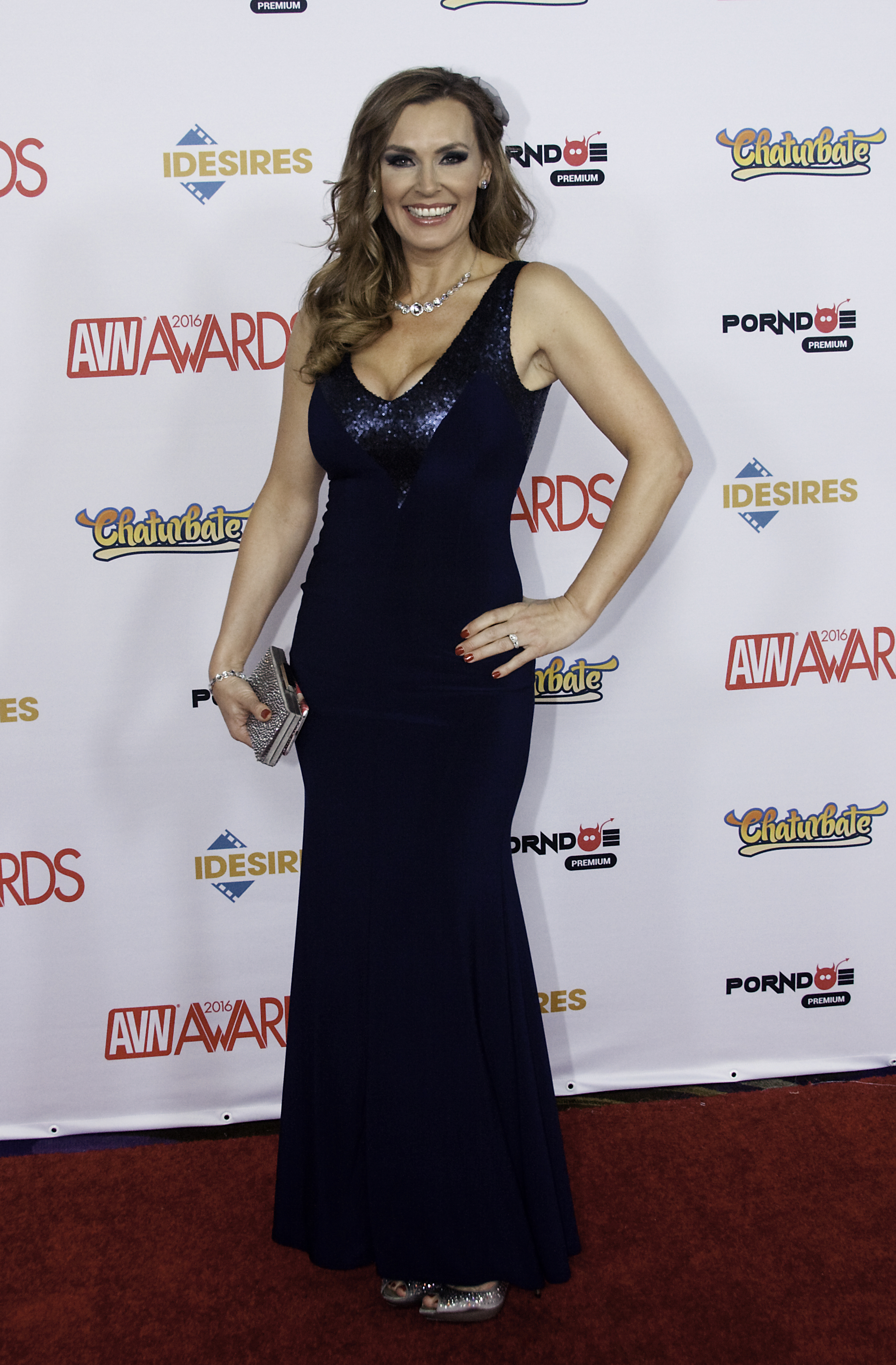
Tanya Tate bei den AVN Awards 2016

Im folgenden Jahr 2015 drehte sie einige Szenen für Lesben-Filme wie Brandi's Girls and Other Stories (u. a. mit Brandi Love, Carter Cruise und Dillion Harper), Lesbian Oil Massage 3, Mommy Shows Me What to Do 2, Women Seeking Women 113 (u. a. mit Darryl Hanah und India Summer und Kendra Lust), Lesbian Step Sisters in Lust 3 sowie Eat My Muffin, bei dem sie als Cover-Star und in drei von fünf Szenen zu sehen ist.
In Office Booty von Brazzers (2015) spielt sie eine Dreier-Szene mit Julia Ann und Keiran Lee. In UK Hottest Milfs 2 ist Tate neben Rebecca More, Kristal Pink und Sasha Daniels als eine Darstellerin einer britischen MILF zu sehen. In dem Lesben-Film My First Time with a Mommy 2 verkörpert sie in einer Szene mit Nina James eine Mutter, welche eine junge Darstellerin verführt. Tate drehte danach weitere Lesben-Filme: Lesbian House Hunters 10, Lesbian Seductions Older / Younger 50 (hier spielt sie die ältere Frau in einer Szene mit Mia Malkova), Mommy, Me and My Bff, Mommy Shows Me What to Do 3, Bad Lesbian 4: Older / Younger, A Mother Daughter Thing 3, Mother Daughter Spa Day (hier ist sie in einer Massage-Spa Vierer-Szene mit Anikka Albrite, Lizz Tayler und Lyla Storm zu sehen), My First Time with a Mommy 3, Mommy Likes 'em Young 3 und Private Techniques(eine Massage-Szene mit Britney Amber).
Tate war im Jahr 2015 auch wieder als Regisseurin tätig und zwar für den Film Tanya Tate's Baby Sitting Academy. Sie spielt gleichzeitig in zwei Szenen des Films mit. Thema des Films sind Babysitter, die von Tate darin trainiert werden, Hausfrauen zu verführen. Tate spielte dann in weiteren Lesbenfilmen aus dem gleichen Jahr: Mommy's Secret Lesbian Diaries, Mother-Daughter Exchange Club 40, Mother Lovers Society 14, Teaching My Niece the Lesbian Way 3 (hier spielt sie in einer Szene eine Tante, welche ihre von Aiden Starr gespielte Nichte verführt), Lesbian Family Affair 3, Seduced By Mommy 11, A Mother's Prayer und Cheer Squadovers 15.
Im Jahr 2016 drehte sie zunächst My First Time with a Mommy 5 und war auch der Cover-Star des Films. Danach ist sie in Lesbian Performers of the Year 2016 des Regisseurs Pat Myne zu sehen. In dem Riley Reid Showcase-Film The Riley Reid Experience ist sie in einer Lesben-Szene mit Reid zu sehen. Tate drehte außerdem Szenen für Teens and Their Stepmoms und Lesbian House Hunters 12. In To Love a Milf 1 spielt sie zusammen mit Amanda Tate in einer Cosplay-Szene, bei der Amanda Tate als Supergirl verkleidet ist. Tanya Tate drehte danach Szenen für Hardcore Lesbian Lovers 3, Mother-Daughter Exchange Club 44, To Love a Milf 2, Girl Fiction, UK's Hot Fucking Fairies 2, Milfs Seduce Teens, Women Seeking Women 132, Pussy Time 2, Exquisite Slits, Moms Lick Teens 4 (mit Mia Malkova), Tanya Tate 3 von Naughty America, Temptation At Home 2, Jodi Loves Women, Lesbian Triangles 36, Lesbian Hospital Affairs, Lesbian Seductions Older / Younger 57 und Net Skirts 16.

## Persönliches
Tate ist eine Cosplay-Enthusiastin und nutzt ein Alter Ego namens Lady Titan. Nach eigenen Angaben ist sie bisexuell. Tate ist Fan ihres Heimatclubs FC Liverpool. Im November 2017 brachte sie einen Sohn zur Welt.

## Filmografie (Auswahl)
- 2009: Busy Taking Dicktation
- 2009: Cock Blocker
- 2009: Live Gym Cam 5164
- 2009: Live Naughty Nurse 5292
- 2009: Masturbation Nation 5
- 2009: Pussies and Bubbles
- 2009: Tanya Tate's Sex Tour Of Ireland
- 2010: Ace Is A Private Massage
- 2010: Big Bust Boss
- 2010: Blowjob Winner 10
- 2010: I Don't Care as Long as You Suck My Cock Right
- 2010: Live Gym Cam 8219
- 2010: Official The Silence of the Lambs Parody
- 2010: Women Seeking Women 64
- 2011: Beauties Galore
- 2011: Real Housewives of the San Fernando Valley – A XXX Parody
- 2011: Fuck a Fan 14
- 2011: Girlfriends 3
- 2011: Girls Day Out
- 2011: Teasing Tanya
- 2011: Happy Ending Handjobs 3
- 2011: Pool Side Bacholette Mayhem
- 2011: The MILF Masseuse
- 2011: MILFs Makin' Money
- 2011: Strap Attack 14
- 2011: Soccer Milfs 4
- 2012: It’s a Mommy Thing! 6
- 2012: Cougarland
- 2012: Spartacus MMXII: The Beginning
- 2012: Birthday Sex (Fernsehfilm)
- 2012: Dirty Rotten Mother Fuckers 5
- 2012: Finger Lickin Girlfriends 2
- 2012: Girls on Girls on Girls
- 2012: It's Her Fantasy
- 2012: My Mom Likes Girls 1
- 2012: No Boys Allowed 2
- 2012: Suck My Toes
- 2012: Tanya Tate 2
- 2012: Tanya Tate's Casting Couch
- 2012: Teaching Teens
- 2012–2013: Moms Bang Teens 2, 6
- 2013: Emily Parker And Tanya Tate Live Chat
- 2013: Everythings Bigger In England
- 2013: MILF Movie
- 2013: Big Wet Tits 12
- 2013: Seduced by a Cougar 29
- 2013: My First Sex Teacher 34
- 2013: Pussy Central
- 2013: Tanya Tate Gets A Taste Of Yurizan Beltran
- 2013: Tonight's Girlfriend
- 2014: Brit School Brats 2: Rule Brit Tanya
- 2014: Dirty Massage Instruction
- 2014: Girl on Girl Time
- 2014: Mature Ladies Fuck Better
- 2014: Tonight’s Girlfriend 33
- 2015: Cheer Squad Sleepovers 15
- 2015: Eat My Muffin and Other Stories
- 2015: Tanya's Casting Couch: Ovi And Jeff
- 2015: Couples Strip and Spread Next Door Teens
- 2015: UK's Hot Fucking Fairies 2
- 2016: Jodi Loves Women
- 2016: Julia Ann and Tanya Tate 1, 2
- 2016: Proper English MILF
- 2016: Tanya Tate - Solo
- 2016: Women Seeking Women 132
- 2017: Hot Wife Creampie
- 2017: Mirror Mirror 3
- 2017: Thats My Girlfriend
- 2018: 2 Chicks Same Time
- 2018: MILF Appeal 4
- 2018: Older Women Younger Guys 2
- 2018: Sex Starved MILFs 4
- 2018: Total Busty
- 2019: Huge Asses 2
- 2019: All Big Tits 3
- 2019: Fresh Hot Creampies
- 2019: Mommy Knockers 2
- 2019: Service Of Venus
- 2019: She Is Really Going to Enjoy It
- 2020: Chad White Fucks Tanya Tate
- 2020: Perfect Fucking Strangers
- 2020: Mommy Craves Young Boys 2
- 2021: Cougars and Hard Young Cocks 3
- 2022: Hot Milf Tanya Tate Has Some Xxx Fun
- 2023: Tanya Tate and Cherie Deville Share Max Fill's Cock
- 2023: Wonder Tate Pov Cosplay with Van Wylde
- 2024: Hot MILF Tanya Tate Needed A Good Pussy Pounding From A Young Toyboy
- 2024: Mummy and Son Therapy with Lexi Luna and Tyler Cruise Bgg
- 2024: Naughty Teacher Tanya Has Intense Sex with Ex Student
- 2024: Nye Surprise 3sum jill Kassidy and Zane Walker
- 2024: Tanya Tate Invites Apollo Banks to Her Hotel
- 2 Chicks Same Time 6, 3668
- CFNM Secret 4, 6, 7
- Millionaire Matchmaker XXX – A Hardcore Parody
- The Incredible Hulk XXX – A Porn Parody
- This Ain't Celebrity Apprentice XXX
- My Haunted House
- MILFs Like It Big 16
- My Friend’s Hot Mom 21, 25, 28, 34, 35, 42
- Busty Office Milfs 3

## Auszeichnungen
- 2010: SHAFTA Award – MILF of the Year and Best Sex Scene
- 2010: Nightmoves Award – Best MILF Performer Editor's Choice
- 2011: SHAFTA Award – MILF of the Year and Best Series
- 2011: AVN Award Nominierung – MILF/Cougar Performer of the Year[15]
- 2011: XBIZ Award Nominierung – MILF Performer of the Year[16]
- 2012: AVN Award Nominierung – MILF/Cougar Performer of the Year[17]
- 2013: AVN Award Nominierung – MILF/Cougar Performer of the Year[18]
- 2013: AVN Award Nominierung – Crossover Star of the Year[18]
- 2013: AVN Award Nominierung – Best Porn Star Website (TanyaTate.com)[18]
- 2013: Sex Award Nominierung – Favorite Director
- 2013: Sex Award Nominierung – Porn Star of the Year
- 2013: Sex Award Nominierung – Porn's Best Body
- 2013: XBIZ Award – MILF Performer of the Year[19]
- 2013: XRCO Award Nominierung – Mainstream Adult Media Favorite
- 2014: AVN Award Nominierung – Best MILF Performer
- 2013: AVN Award Nominierung – Mainstream Star of the Year
- 2015: AVN Award Nominierung – Best Sex Scene in a Foreign-Shot Production (Brit School Brats 2: Rule Brit Tanya, 2014)
- 2015: AVN Award Nominierung – Girl/Girl Performer of the Year
- 2015: AVN Award Nominierung – MILF Performer of the Year
- 2016: XRCO Award – Best Lesbian Performer
- 2017: AVN Award Nominierung – All-Girl Performer of the Year
- 2017: AVN Award Nominierung – Fan Award: Web Queen
- 2017: AVN Award Nominierung – MILF Performer of the Year
- 2018: AVN Award Nominierung – Best Sex Scene (All-Girl Release, Lesbian Family Affair 4, 2017)
- 2018: AVN Award Nominierung – All-Girl Performer of the Year
- 2020: AVN Award Nominierung – Fan Award: Favorite Camming Cosplayer
- 2021: XBiz Award – Best Sex Scene (Service Of Venus, 2019)